# NGC 6654A
NGC 6654A је спирална галаксија у сазвежђу Змај која се налази на NGC листи објеката дубоког неба.
Деклинација објекта је + 73° 34' 51" а ректасцензија 18h 39m 25,3s. Привидна величина (магнитуда) објекта NGC 6654 износи 12,9 а фотографска магнитуда 13,5. NGC 6654A је још познат и под ознакама UGC 11332, MCG 12-17-29, CGCG 340-53, IRAS 18406+7331, CGCG 341-4, KAZ 212, PGC 62207.